# Falera
Falera (föråldrat tyskt och tidigare officiellt namn: Fellers) är en ort och kommun i regionen Surselva i kantonen Graubünden, Schweiz. Kommunen har 627 invånare (2023).

## Språk
Traditionellt har så gott som hela befolkningen haft surselvisk rätoromanska som modersmål. Mot slutet av 1900-talet har dock en betydande tyskspråkig minoritet uppstått, huvudsakligen genom inflyttning, och vid folkräkningen 2000 hade en tredjedel av befolkningen tyska som huvudspråk. Språket i kommunal förvaltning och skolundervisning är dock alltjämt rätoromanska. 

## Religion
Församlingen i Falera är katolsk, och den reformerta minoriteten söker kyrka i grannkommunen Sagogn.

## Arbetsliv
Hälften av de förvärsarbetande pendlar ut från Falera, främst till grannkommunerna Ilanz och Laax. 

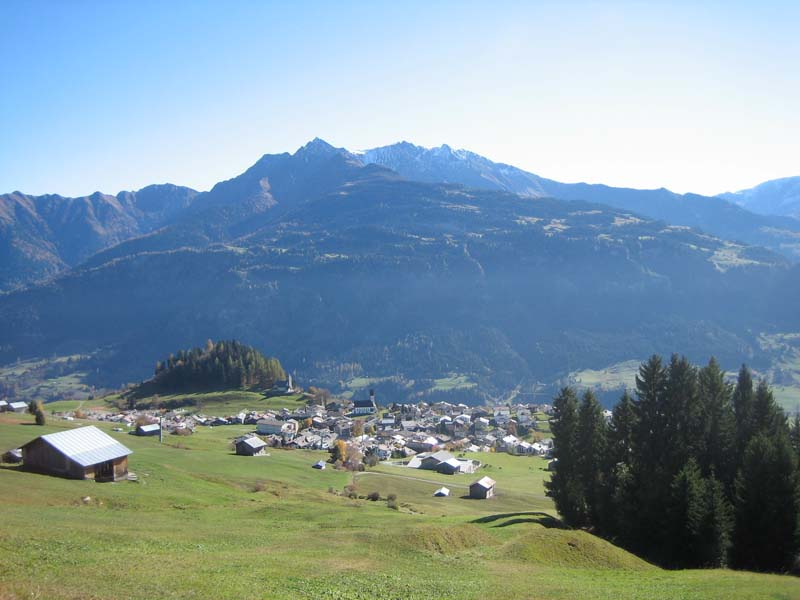
Falera